# Johannes Fuchs (Politiker, 1950)
Johannes Fuchs (* 4. August 1950) ist ein deutscher Politiker und Verbandsfunktionär. Er war von 2002 bis zu seinem Ruhestand im Jahr 2015 Landrat des Rems-Murr-Kreises in Baden-Württemberg und von 2014 bis 2020 Präsident des Deutschen Vereins.

## Biografie
Fuchs ist Diplom-Verwaltungswissenschaftler. Er war neben seiner Tätigkeit als Landrat auch Vorsitzender des Sozialausschusses im Landkreistag Baden-Württemberg und in dieser Funktion auch Mitglied im Sozialausschuss des Deutschen Landkreistages.
Fuchs war 24 Jahre als Bürgermeister in Urbach tätig. 2010 wurde er Mitglied im Präsidium und war von 2014 bis November 2020 als Präsident des Deutschen Vereins für öffentliche und private Fürsorge e. V. (Deutscher Verein) tätig. Er war Vorsitzender der FDP/FW-Fraktion im Gemeinderat von Waiblingen.